# NGC 5633
NGC 5633 est une galaxie spirale située dans la constellation du Bouvier. Sa vitesse par rapport au fond diffus cosmologique est de 2 449 ± 10 km/s, ce qui correspond à une distance de Hubble de 36,1 ± 2,5 Mpc (∼118 millions d'al). NGC 5633 a été découverte par l'astronome germano-britannique William Herschel en 1787.
La classe de luminosité de NGC 5633 est II et elle présente une large raie HI. NGC 5633 est une galaxie du champ, c'est-à-dire qu'elle n'appartient pas à un amas ou un groupe et qu'elle est donc gravitationnellement isolée.
À ce jour, 14 mesures non basées sur le décalage vers le rouge (redshift) donnent une distance de 35,814 ± 10,320 Mpc (∼117 millions d'al), ce qui est à l'intérieur des valeurs de la distance de Hubble.